# European Datum 1950
European Datum 1950 (ED 50) és el sistema de referència geodèsic emprat a l'Europa Occidental des de l'any 1950. Es troba en procés de migració al sistema ETRS89 a partir de la recomanació de l'Associació Internacional de Geodèsia de l'any 1990, recolzada per la Unió Europea, entre altres entitats.
El sistema ED50 va sorgir a partir de les dificultats trobades durant la Segona Guerra Mundial per la incompatibilitat de diferents sistemes de referència cartogràfica utilitzats per diferents estats europeus. Acabada la guerra, el Departament de Defensa dels Estats Units va establir un datum unificat, adoptat per la majoria d'estats de l'Europa Occidental, excepte el Regne Unit, Irlanda, Suècia i Suïssa.
L'elipsoide que empra és l'Internacional de 1924 o de Hayford de 1909. El semieix major té una mida de 6.378.388 m i l'aplanament un valor d'1/f = 1/297. El punt astronòmic fonamental està en la Torre de Helmert en la ciutat alemanya de Potsdam. Per a solucions posteriors (ED79, ED87) el punt astronòmic fonamental és Múnic.
Els paràmetres que defineixen el datum són:
- Semi eix major = 6.378.388 metres.
- Aplanament = 1/297
- Gravetat equatorial = 978.049.000 gal.
- Velocitat angular = 0.000072921151/seg.

És el sistema utilitzat a Espanya, des del 1970, per la cartografia de la península Ibèrica i les illes Balears (a les illes Canàries s'utilitza el sistema REGCAN95). La referència per l'altitud és el registre mitjà del nivell del mar a Alacant. El 29 d'agost de 2007 es va publicar un Reial Decret establint la migració al sistema ETRS89 abans de l'1 de gener de 2015.